# Le notti di Salem
Le notti di Salem (Salem's Lot) è un romanzo horror scritto da Stephen King, pubblicato nel 1975. È la seconda opera pubblicata da King, dopo il precedente Carrie (1974).
Il libro è stato riadattato nel 1979 per la miniserie TV in due parti Le notti di Salem di Tobe Hooper, diventata in Europa un film da 112' per il cinema. Nel 1987 fu girato il film I vampiri di Salem's Lot seguito delle vicende raccontate nella miniserie del 1979. Nel 2004 fu girata un'altra miniserie, Salem's Lot, più aderente al libro rispetto alla prima miniserie.
In una prefazione al libro scritta nel 1999, King discute dell'importanza di Dracula e formula una teoria secondo la quale Il Signore degli Anelli sia molto simile al Dracula di Bram Stoker, con Frodo nel ruolo di Jonathan Harker, Gandalf per Abraham Van Helsing e Sauron per il Conte.

## Trama
Ben Mears, uno scrittore di successo cresciuto nell'immaginaria cittadina di Jerusalem's Lot, Maine (chiamata "il Lot" dagli abitanti), torna nella città natale 25 anni dopo. Giunto in città, diventa amico dell'insegnante di liceo Matt Burke e intraprende una relazione sentimentale con Susan Norton, una giovane laureata.
Ben inizia così a scrivere un libro su 'Casa Marsten', una magione abbandonata che gli causò molti incubi dopo una brutta avventura vissuta da bambino: infatti per far parte di un gruppo di ragazzi doveva eseguire una prova di coraggio, ovvero entrare in casa Marsten riportando un oggetto che testimoniasse il suo atto di coraggio, solo che durante questa bravata vide il signor Hubert Marsten, detto Hubie, impiccato che lo fissava con gli occhi sgranati. Per lui questo fu uno shock terribile.
Mears scopre che casa Marsten è stata acquistata da Kurt Barlow e Richard Throckett Straker (abbreviato in R.T. Straker), una coppia di uomini d'affari arrivati da poco in città. Il loro arrivo coincide con una serie di spiacevoli e misteriosi delitti: un cane nero scuoiato e con la testa mozzata e conficcata nel cancello del cimitero, la sparizione di un ragazzino, Ralphie Glick, e la morte del fratello Danny, in ospedale.
Si apprende così che i Glick sono stati trasformati in vampiri da Barlow e con loro, lentamente, il resto della cittadina, tra cui Mike Ryerson, Randy McDougall e Jack Griffen. Danny, trasformato in vampiro, tenta di infettare il giovanissimo Mark Petrie, che riesce tuttavia a respingerlo posandogli un crocefisso di plastica sulla faccia.
Ben e Susan si uniscono con il dottore Jimmy Cody e il parroco Callahan per affrontare i vampiri. 
 Susan e Mark s'introducono in Casa Marsten, ma lei viene tuttavia catturata da Barlow e, dopo essere stata vampirizzata, viene uccisa a malincuore da Ben. I genitori di Mark vengono uccisi ma Barlow non li infetta per far sì che vengano sepolti in maniera pulita. Anche Jimmy Cody muore, cadendo da una scala truccata e finisce trafitto da alcuni coltelli.
Ben e Mark riescono ad uccidere Straker ed a distruggere il leader vampiro Barlow. Dopodiché, cercano di liberare la cittadina dai vampiri, ma, a causa del loro alto numero, decidono di fuggire siccome le creature non hanno più un leader. 
 Vi ritorneranno, dopo aver girovagato nel Sud degli Stati Uniti e in Messico, e la daranno alle fiamme una volta per tutte, eliminando tutti i vampiri rimasti.

## Genesi dell'opera
Come in altre occasioni, King arrivò a scrivere il romanzo sviluppando dei propri racconti, in questo caso Jerusalem's Lot e Il bicchiere della staffa, entrambi pubblicati nella raccolta A volte ritornano.

## Storia editoriale
La scrittura di Le notti di Salem richiese otto mesi, tre per la prima stesura, altrettanti per la seconda e due per la versione definitiva.
Il romanzo è datato ottobre 1972 - giugno 1975.
Il titolo originale pensato da King era Second Coming, ma fu trasformato prima in Jerusalem's Lot, quindi abbreviato in  'Salem's Lot dall'editore Doubleday perché credevano il titolo troppo religioso.
Il romanzo, sottoposto dalla casa editrice a un lavoro di editing per rimuovere le parti più forti, a cui l'autore all'epoca non poté opporsi, fu pubblicato da Doubleday nell'estate del 1975, vendette solo 19 000 copie nell'edizione rilegata, ma il successo esplose con l'edizione economica, che vendette più di tre milioni di copie.

## Dedica
Il romanzo è dedicato alla figlia Naomi Rachel King, con la frase "...promesse da mantenere."

## Riferimenti letterari
Il prologo e l'epilogo sono aperti da versi del poeta greco Giorgos Seferis.

## Legami con altri lavori
Le notti di Salem è stato il primo dei libri di King ad avere un gran numero di protagonisti, una cosa che verrà ripetuta in successivi libri come L'ombra dello scorpione. La città di Jerusalem's Lot servirà anche prototipo per le successive città immaginarie descritte da King, tipo Castle Rock e Derry nel Maine.
King riusa il personaggio di Padre Callahan, il prete di Jerusalem's Lot sconfitto da Barlow e asservito a questi, nella serie La Torre Nera. Appare in I lupi del Calla, La canzone di Susannah e La Torre Nera.
Nel 1978 esce la raccolta di racconti A volte ritornano, e lì viene pubblicato l'inedito racconto Jerusalem's Lot, e un'altra storia breve intitolata Il bicchiere della staffa (One for the road), già pubblicata precedentemente sul numero di Marzo/Aprile 1977 della rivista Maine. Quest'ultimo racconto racconta una vicenda ambientata un paio d'anni dopo gli eventi di Salem's Lot durante una notte di tempesta.
Nel 2005 la Centipede Press fa uscire un'edizione deluxe limitata di Salem's Lot accompagnata dalle fotografie in bianco e nero di Jerry Uelsmann. In questa versione sono inclusi i due racconti pubblicati nel 1978 e una cinquantina di pagine di materiale cancellato dalla pubblicazione originale.

## Errori
Nel romanzo viene affermato che San Paolo fu crocifisso su una croce a forma di X mentre in realtà il santo venne decapitato.

## Adattamenti audiovisivi
- Le notti di Salem - miniserie TV del 1979 diretta da Tobe Hooper
- I vampiri di Salem's Lot - film del 1987 diretto da Larry Cohen, sequel apocrifo della miniserie TV
- Salem's Lot - miniserie TV del 2004 diretta da Mikael Salomon, remake della miniserie TV del 1979
- Shi ki - anime giapponese del 2010 ispirato ad un'omonima raccolta di light novel, entrambi a loro volta fortemente ispirati a Le Notti di Salem.
- Le notti di Salem - film del 2024 diretto da Gary Dauberman, distribuito direttamente in streaming on demand sulla piattaforma Max il 3 ottobre 2024

## Numeri ISBN
- ISBN 0-606-02434-4 (prima versione, 1990)
- ISBN 0-385-00751-5 (copertina rigida, 1990)
- ISBN 0-8161-5686-7 (copia rilegata, 1994)
- ISBN 0-671-03974-1 (ristampa di massa, 1999)
- ISBN 0-671-03975-X (tascabile, 2000)
- ISBN 0-385-51648-7 (copertina rigida, 2005)
- ISBN 978-88-6061-730-9 (tascabile, 2011)

## Edizioni
- Stephen King, Le notti di Salem, traduzione di Carlo Brera, collana I grandi tascabili Bompiani, Bompiani, 1990,  p. 441, ISBN 88-452-0229-1.